# Giovanni Gastel
Giovanni Gastel (Milano, 27 dicembre 1955 – Milano, 13 marzo 2021) è stato un fotografo, scrittore e poeta italiano.

## Biografia

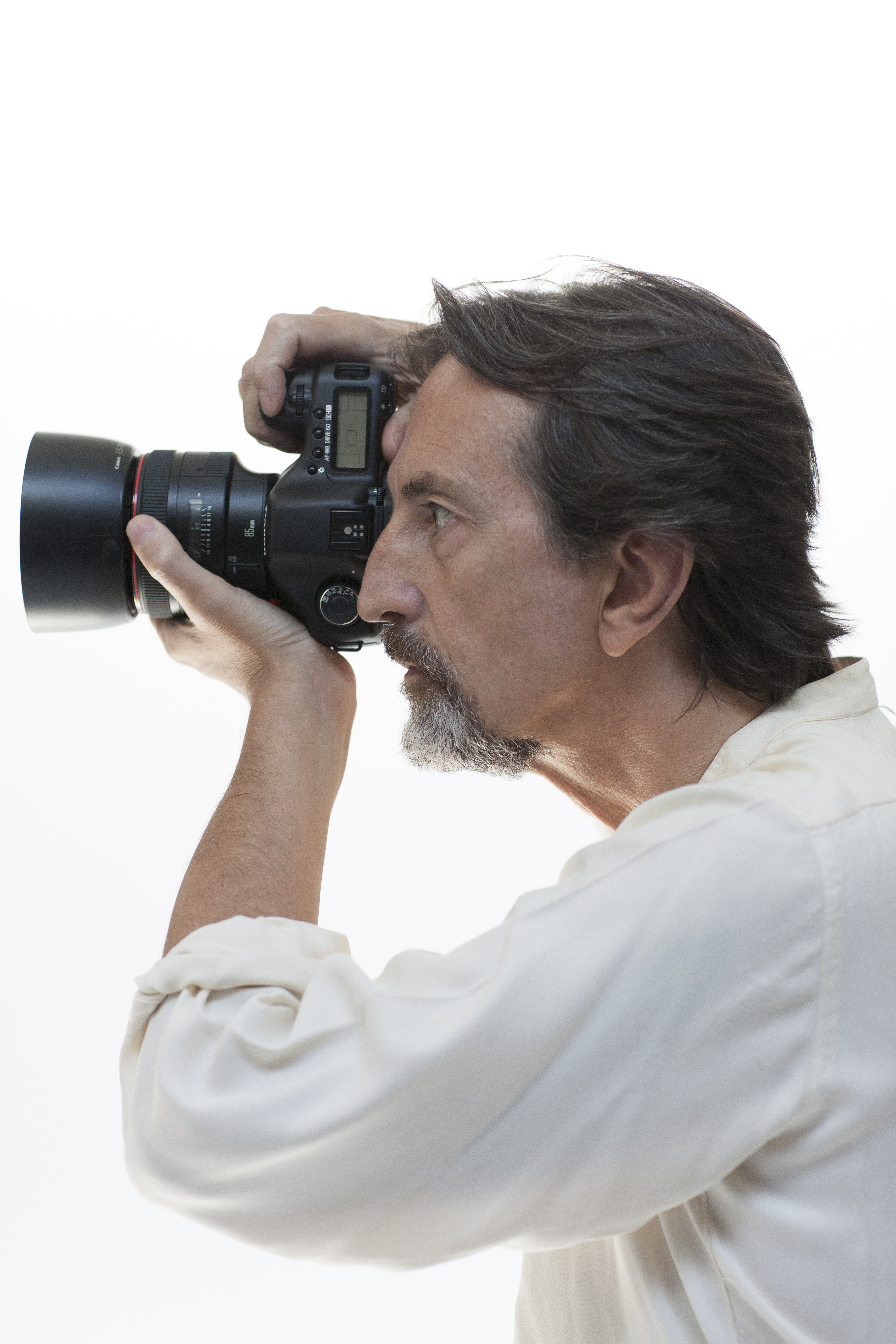
Ritratto di Giovanni Gastel

Giovanni Gastel nacque a Milano il 27 dicembre 1955 da Giuseppe Gastel e Ida Visconti di Modrone, sorella di Luchino Visconti. Iniziò da giovanissimo a recitare in teatro e pubblicò anche una raccolta di poesie, Casbah, ma in seguito abbandonò le prime passioni per dedicarsi alla fotografia: imparò infatti a scattare da autodidatta, in una  cantina presso  Palazzo Amman a  Milano. Verso il 1975-76 realizzò il suo primo lavoro fotografico, per la casa d'aste londinese Christie's. 
Nel 1981 incontrò Carla Ghiglieri, sua futura agente, che lo indirizzò al mondo della moda. Collaborò con Annabella, poi nel 1982 iniziò a fotografare per Vogue Italia e in seguito, grazie all'incontro con Flavio Lucchini, direttore di Edimoda, e Gisella Borioli, per Mondo Uomo e Donna. Nel 1984 tenne il suo primo workshop di fotografia di moda, su invito dell'art director Roberto Logi, per l'Archivio Fotografico Toscano. Fra gli anni ottanta e novanta la carriera di Gastel nel mondo della moda seguì la crescita impetuosa del "Made in Italy". Gastel scattò per le campagne pubblicitarie di Versace, Missoni, Tod's, Trussardi, Krizia, Ferragamo e molte altre grandi firme della moda. Lavorò anche in Francia per marchi come Dior, Nina Ricci, Guerlain, e poi anche nel Regno Unito e in Spagna.
Parallelamente all'impegno professionale nella moda, Gastel si dedicò alla ricerca personale e nel 1997 espose alla Triennale di Milano in una mostra curata da Germano Celant. Da allora le foto di Gastel apparvero su alcune delle più importanti riviste internazionali insieme a quelle di star della fotografia come Oliviero Toscani, Giampaolo Barbieri, Ferdinando Scianna, Helmut Newton, Richard Avedon, Annie Leibovitz e Mario Testino.
Negli ultimi anni, Gastel si dedicò al ritratto: il suo lavoro culminò in una mostra al museo Maxxi di Roma nel 2020 con una selezione di 200 ritratti di persone del mondo della cultura, del design, dell'arte, della moda, della musica, dello spettacolo e della politica che lo stesso Gastel aveva incontrato durante i suoi 40 anni di carriera, tra cui Barack Obama, Ettore Sottsass, Roberto Bolle e Marco Pannella.
Tra il 2018 e il 2019 Melania Dalla Costa fu la protagonista e l'unico soggetto della sua mostra "Cattura" allestita a Milano in via Della Spiga.
Gastel morì il 13 marzo 2021 a Milano. Aveva 65 anni.

## Impegno professionale e sociale
L'impegno di Giovanni Gastel nel mondo della fotografia professionale non si limitava all’attività di scatto: dal 1990 egli fu socio dell’Associazione Fotografi Italiani Professionisti di cui divenne presidente per la prima volta nel maggio 1996: venne rieletto nel 2012, e ciò coincise con profondi cambiamenti che videro rivoluzionato il ruolo dell'associazione stessa: sciolta la vecchia organizzazione, il 16 ottobre 2013 egli fondò l'"Associazione Fotografi Professionisti" o AFIP International. 
Nel 2017 Gastel entrò nel consiglio di amministrazione del Museo di fotografia contemporanea, partner istituzionale della Triennale di Milano. Gastel supportava e svolgeva lavoro pro bono per la "Fondazione IEO CCM" - Istituto Europeo di Oncologia - Centro Cardiologico Monzino, partecipando anche al consiglio di amministrazione.

## Attività letteraria
Come altri grandi fotografi prima di lui, Giovanni Gastel coltivò un forte interesse per la letteratura, e fra le sue opere accanto ai libri di fotografie trovano spazio alcuni romanzi e raccolte di poesie.

## Opere
- 20 anni di Vogue Italia 1964-1984, Edizioni Condè Nast, 1984.
- Gastel per Donna, Edimoda, 1991.
- I gioielli della fantasia, Idea Books, 1991.
- La fotografia velata, a cura di Germano Celant, Idea Books, 1997.
- Maschere e Spettri,, a cura di Germano Celant, Skira, 2009.
- Cinquanta, Skira, 2009.
- Cose Viste, Silvana Editoriale, 2011.
- L’intelligenza delle mani, Rizzoli, 2012.
- La sindrome della fenice, a cura di Tatian Carelli, Nobook, 2013.
- Look Beyond, testi di Michele Pecchioli, Skira, 2013.
- Cooking Couture, testi di Gisella Borioli, Marsilio, 2013.
- La Nobiltà del fare, Electa, 2013.
- Con Le mani e con i piedi, Mondadori Electa, 2015.
- Un eterno istante: la mia vita, Mondadori, 2015.
- Giovanni Gastel, A cura di Giovanna Calvenzi, Fiaf, 2015.
- Essere Parma, Electa, 2016.
- Dal paradiso o un poco più in fosse, Tallone, 2017.
- Maledetti fotografi In conversazione con Giovanni Gastel, testi di Enrico Ratto, CreateSpace Independent Publishing Platform, 2017.
- Similitudini, Mondadori, 2017.
- Io sono una pianta rampicante, Silvana Editoriale, 2018.
- Duetto Profano, Scoop, 2018.
- Giovanni Gastel, a cura di Germano Celant, Silvana Editoriale, 2018.
- The people I like, Skira, 2020.
- Italian Shoes: a tribute to an iconic object, testi di Giusi Ferrè, Rizzoli, 2020, ISBN 8891814857.
- Dare del tu alla bellezza, frammenti per una inquieta conversazione, Lamberto Fabbri, 2020.
- Presenza e Assenza - Tutte le poesie, La Nave di Teseo, 2022.

## Mostre
- 20 anni di Vogue Italia 1964-1984, Sagrato del Duomo, Milano, 1984[11]
- Arte, Scienza e Creatività nella fotografia immediata, Castello Sforzesco, Milano, 1987
- Fashion in still life , Galleria Diaframma, Milano, 1986
- Trussardi e Gastel 1982-1987 , Museo Nazionale della Scienza e della Tecnica, Milano, 1986
- Mostra/Asta AFIP per Gaetano Cremonini, Il Diaframma Kodak, Milano, 1990
- Lungo la via, Via della Spiga, Milano, 1991
- Krizia quarant’anni di moda, Palazzo della Triennale, Milano, 1996
- Personale, Triennale, Milano, 1997
- Personale, Galleria Diaframma, Milano, 1998
- A Noir, Palazzo della Triennale, Milano, 1998
- Personale, Photogallery caffè di Tiziana, Legnano, 1999
- Tavole fotografiche: Fontana, Gastel, Scianna, Galleria Civica, Modena, 1999
- Personale, Harrods, Londra, 2004
- Lo sguardo italiano. Fotografie italiane di moda dal 1951 ad oggi , Rotonda della Besana, Milano, 2005
- Visioni Parallele, Superstudio più, Milano, 2006
- Curve pericolose, Casello Ovest di Porta Venezia, Milano, 2007
- Unreal flower, Superstudio più, Milano, 2007
- Genesi nello spazio, Fondazione Sandretto Re Rebaudengo, Torino, 2007
- About J, Palazzo del Ghiaccio, Milano, 2008
- Maschere e spettri, Palazzo della Ragione, Milano, 2009
- Cose viste, Palazzo Visconti, Milano, 2011
- Master’s Hands, Palazzo Serbelloni, Milano, 2011
- 54ª Biennale di Venezia Padiglione Italia, Palazzo della Ragione, Milano, 2011
- Masks and Ghosts, Bosi Contemporary, New York, 2012
- Rosso/Red/Rojo, Fondazione Stelline, Milano, 2012
- Personale, Spazio Ersel, Torino, 2013
- Personale, Galleria del Cembalo, Roma, 2014
- Rolling Stone – Le 100 facce della musica italiana, Fabbrica del Vapore,Milano, 2015
- Arts & Foods, Triennale di Milano, Milano, 2015
- Angeli Caduti- Un eterno istante, Spazio Ersel, Torino, 2015
- Quarant’anni di storia e di immagini, Palazzo della Ragione, Milano, 2016
- Flowers, Spazio Rosakura, Milano, 2016
- Personale, Photo 12 Galerie, Parigi, 2016
- Canons of Beauty, The Lumierè Brothers center for photography, Mosca, 2017
- Shanghai, in the mood for fashion, Fabbrica del Vapore, Milano, 2017
- Le 100 facce della musica italiana, Palazzo del Governatore, Parma, 2017
- Vintage Polaroids 1981-1997, Gallery Photo & Contemporary, Lecce, 2017
- My ladies, Galleria, Galleria, Spazioborgogno, Milano, 2017
- Similitudini, Milano XL, Milano, 2017
- Divine Ladies, Clairefontaine, Lussemburgo, 2018
- L'eterno istante, Palazzo del Broletto, Como, 2018
- Power Meets Poetry, Gallery Immagis, Monaco di Baviera, 2018
- Personale, Archiginnasio, Bologna, 2018
- Per il piccolo principe, Palazzo del Broletto, Como, 2019
- Selected Works, Blu di Prussia, Napoli, 2019
- The people I like, Maxxi, Roma, 2020
- My Beautiful Ladies, Galleria Forni, Bologna, 2020

## Riconoscimenti
- Nel 2022, il Comune di Milano e l'Ufficio Scolastico Provinciale, su proposta dell'IIS "Paolo Frisi", gli hanno intitolato una nuova scuola, il Liceo Artistico Statale "Giovanni Gastel".